# Vene cerebrale
Venele cerebrale sunt împărțite în externe (vene cerebrale superficiale) și interne (vene cerebrale interne) în funcție de suprafețele drenate: exterioare sau părțile interioare ale emisferelor. Venele exterioare sunt venele cerebrale superioare, venele cerebrale inferioare și venele mijlocii superficiale .